# Conaire Mor
Conaire Mor är en kung i den keltiska mytologin på Irland.
Conaire binds av ett järtecken till ödet att inte utföra vissa handlingar. Genom en serie händelser utför han ändå dessa handlingar vilket leder till hans dramatiska död.